# Humit

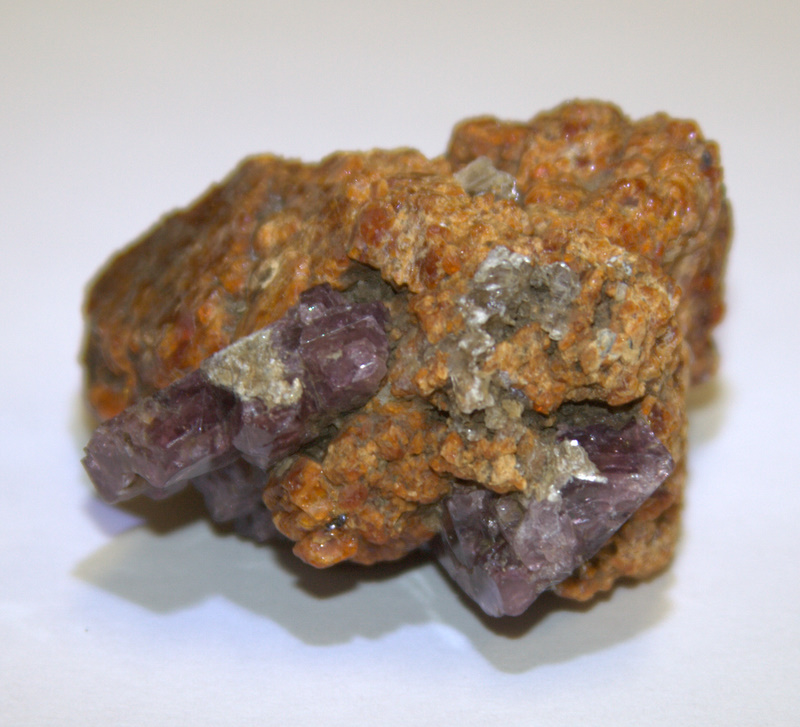
Humitkristály spinell (lila) keveredéssel

A humit egy ortorombos kristályszerkezetű, áttetsző, barnás-narancsszínű ásvány. A Vezúv vulkáni kőzeteiben található. Vasat és magnéziumot tartalmazó nezoszilikát, melyben fluor és hidroxidion is megtalálható. Képlete: (Mg,Fe)7(SiO4)3(F,OH)2. Elsőként Abraham Hume írta le 1813-ban, akiről nevét is kapta.

## Tulajdonságai
Kis, tömzsi kristályai vannak, megjelenése változó. Színe fehér, sárga, sötétnarancs vagy barna. Átlátszó, áttetsző, friss kristálylapján üvegfényű ásvány. Keménysége: 6-6,5.

## Képződés
Kontaktmetamorf mészkövekben és bizonyos ásványos erekben képződik. Sok társa van, pl. kalcit, grafit, spinell, diopszid, vezuvián, gránát és más, metamorfizált mészkőben található ásvány. A humitcsoport tagjai a humit, a klinohumit, a norbergit és a kondrodit:
- Norbergit Mg(OH,F)2 . Mg2SiO4, ortorombos;
- Kondrodit Mg(OH,F)2 . 2Mg2SiO4 monoklinikus;
- Humit Mg(OH,F)2 . 3Mg2SiO4 ortorombos;
- Klinohumit Mg(OH,F)2 . 4Mg2SiO4 monoklinikus.

## Vizsgálat
További vizsgálat a határozáshoz nem szükséges.